# Stazione di Busche-Lentiai-Mel
Stazione di Busche-Lentiai-Mel vasútállomás Olaszországban, Veneto régióban, mely Busche, (Cesiomaggiore frazionéja), Lentiai és Mel településeket szolgálja ki.

## Vasútvonalak
Az állomást az alábbi vasútvonalak érintik:
- Calalzo–Padova-vasútvonal

## Kapcsolódó állomások
A vasútállomáshoz az alábbi állomások vannak a legközelebb: 
- Stazione di Santa Giustina-Cesio
- Stazione di Feltre